# Archives économiques suisses
Les Archives économiques suisses (AES) (en allemand Schweizerisches Wirtschaftsarchiv, en italien Archivio economico svizzero) sont un centre de compétence pour l’histoire de l’économie et des entreprises en Suisse. Situées à Bâle, les AES collectionnent depuis 1910 des archives du secteur privé. Les informations actuelles et historiques sont mises à disposition des chercheurs, du public et de l’industrie. Les AES sont portées par l’université de Bâle et co-financées par la Fondation pour la promotion des AES. Elles forment une unité opérationnelle avec la section UB Wirtschaft (économie) de la bibliothèque publique et universitaire de Bâle-Ville.